# Eddy Antoine
Eddy Antoine, właśc. Eduard Antoine (ur. 27 sierpnia 1949) – haitański piłkarz grający na pozycji pomocnika. Uczestnik Mistrzostw Świata w 1974.

## Kariera klubowa
Podczas kariery piłkarskiej Eddy Antoine grał w Racingu Port-au-Prince.

## Kariera reprezentacyjna
W reprezentacji Haiti Eddy Antoine grał w latach siedemdziesiątych. Uczestniczył w eliminacjach do Mundialu w 1974. Eliminacje zakończyły się sukcesem w postaci awansu do Mistrzostw Świata. Wygranie eliminacji MŚ 1974 oznaczało równocześnie wygranie Mistrzostwo strefy CONCACAF 1973, gdyż obie imprezy były ze sobą połączone.
Podczas Mistrzostw Świata 1974 w RFN Eddy Antoine zagrał we wszystkich trzech meczach grupowych z reprezentacją Włoch, reprezentacją Polski i reprezentacją Argentyny.
Uczestniczył w eliminacjach do Mundialu 1978 w Argentynie, jednakże reprezentacja Haiti przegrała rywalizację o awans z Meksykiem.